# Maria Lamb
Maria Teresa Sullivan Lamb (St. Paul, 4 januari 1986) is een voormalig Amerikaans langebaanschaatsster. Ze nam tweemaal deel aan de Olympische Spelen, maar won hierbij geen medailles. Lamb is een schaatser met een voorkeur voor de lange afstanden en de 1500 meter.
Vier keer nam Lamb deel aan het WK Junioren en in 2003 eindigde ze op de derde plaats.
Ze werd in 2005 nationaal Allround kampioene. Ze werd vijf keer kampioene op de afstanden (drie keer over 5000 meter en twee keer over 3000 meter). Vanaf 2003 nam ze deel aan het Continentaal kampioenschap schaatsen (het kwalificatietoernooi voor de WK Allround). In 2004, 2005, 2006, 2007 en 2009 kwalificeerde ze zich voor het WK Allround, maar wist ze geen enkele keer voor de afsluitende vierde afstand te kwalificeren.
Tijdens de massastart op 7 december 2014 in Berlijn kwam ze in de laatste ronde ernstig ten val.

## Persoonlijke records
| Afstand      | Tijd     | Datum            | Baan           |
| ------------ | -------- | ---------------- | -------------- |
| 500 meter    | 39,29    | 27 december 2005 | Salt Lake City |
| 1000 meter   | 1.17,34  | 31 december 2005 | Salt Lake City |
| 1500 meter   | 1.58,03  | 30 december 2005 | Salt Lake City |
| 3000 meter   | 4.08,90  | 18 november 2005 | Salt Lake City |
| 5000 meter   | 7.09,62  | 30 december 2009 | Salt Lake City |
| 10.000 meter | 16.02,01 | 21 maart 2003    | Calgary        |

## Resultaten
| Jaar | CK N-Amerika | WK Allround | WK Afstanden                         | Olympische Spelen          | Wereldbeker                    | WK Junioren           |
| ---- | ------------ | ----------- | ------------------------------------ | -------------------------- | ------------------------------ | --------------------- |
| 2002 |              |             |                                      |                            |                                | NC20 9e achtervolging |
| 2003 | 12e          |             |                                      |                            |                                | · 5e achtervolging    |
| 2004 | 4e           | NC23        | 18e 3000m                            |                            | 31e 1500m 30e 3/5 km           | 4e 4e achtervolging   |
| 2005 | 4e           | DQ1         | 15e 1500m 19e 3000m                  |                            | 24e 1500m 23e 3/5 km           | 4e 4e achtervolging   |
| 2006 | 4e           | NC19        |                                      | 24e 1500m 5e achtervolging | 31e 1500m 40e 3/5 km           |                       |
| 2007 | 5e           | NC16        | 16e 1500m 22e 3000m 5e achtervolging |                            | 33e 1500m 45e 3/5 km           |                       |
| 2008 | DQ1          |             | 5e achtervolging                     |                            | 42e 1000m 39e 1500m 31e 3/5 km |                       |
| 2009 | 5e           | NC16        | 18e 1500m 21e 3000m                  |                            | 28e 1500m 41e 3k/5k            |                       |
| 2010 | 7e           |             |                                      | 15e 5000m                  | 33e 3k/5k                      |                       |
| 2011 | 6e           | NC24        |                                      |                            | 40e 3k/5k                      |                       |
| 2012 | 7e           | NC24        | 24e 3000m 8e achtervolging           |                            | 34e 3k/5k 5e massastart        |                       |
| 2013 |              | NC21        | 11e 5000m                            |                            | 26e 3k/5k 17e massastart       |                       |
| 2014 |              |             |                                      | 16e 5000m                  | 35e 3k/5k 7e massastart        |                       |
| 2015 |              |             | 11e 5000m 20e massastart             |                            | 37e 3k/5k 27e massastart       |                       |
| 2016 |              |             |                                      |                            | 0p 3k/5k                       |                       |
|      |              |             |                                      |                            |                                |                       |
| 2019 |              |             |                                      |                            | 52e 3k/5k                      |                       |
|      |              |             |                                      |                            |                                |                       |
| 2022 |              |             |                                      |                            | 44e 3k/5k                      |                       |

### Medaillespiegel
| Kampioenschap | Goud | Zilver | Brons |
| ------------- | ---- | ------ | ----- |
| WK junioren   | 0    | 0      | 1     |